# Gonolobus heterophyllus
Gonolobus heterophyllus là một loài thực vật có hoa trong họ La bố ma. Loài này được (Hemsl.) W.D.Stevens mô tả khoa học đầu tiên năm 1983.